# Flemmingsche Tonkuhle (Altwarmbüchen)

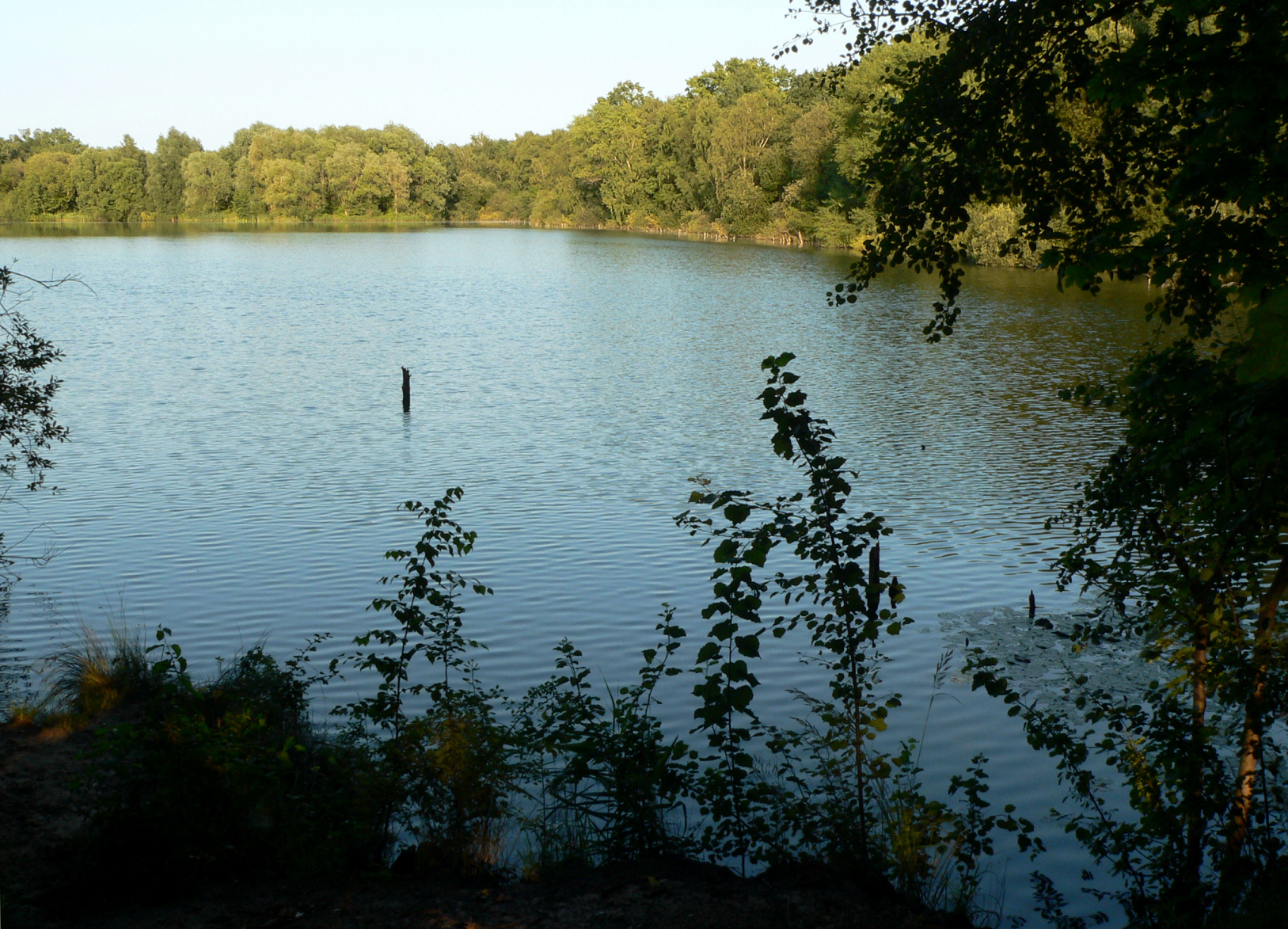
Blick auf die Flemmingsche Tonkuhle

Die Flemmingsche Tonkuhle in Isernhagen, Stadtteil Altwarmbüchen, ist ein etwa 4,4 Hektar großer und 20 Meter tiefer Ziegelteich an der Stelle eines ehemals im Tagebau bewirtschafteten Tonstichs. Das von Grün umgebene Gewässer findet sich nordöstlich von Hannover unmittelbar an dem Fluss Wietze am Helleweg, der hier Teil des Rund-Wander- und Fahrradweges Grüner Ring in der Region Hannover ist.

## Geschichte

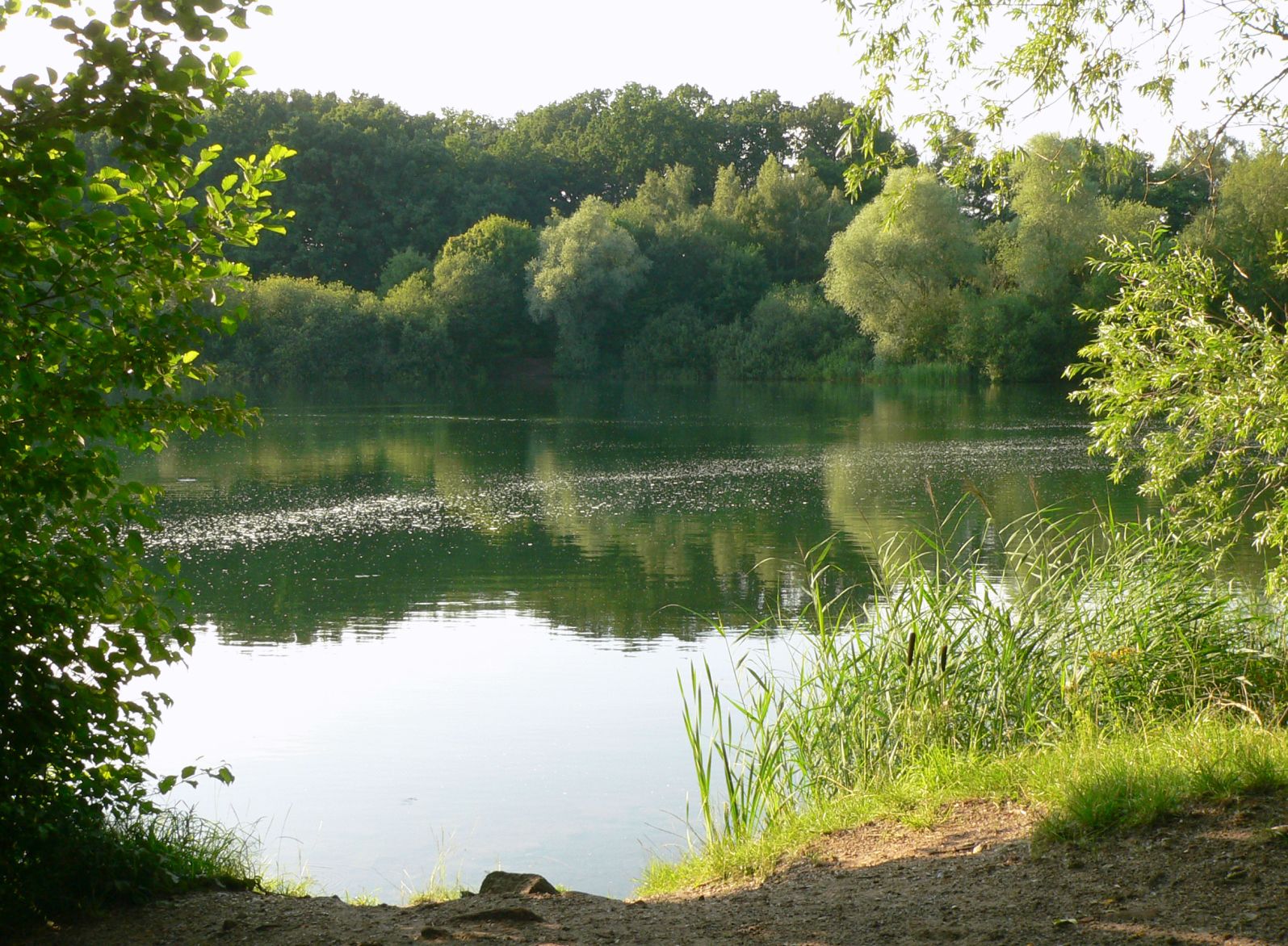
Uferstelle am Gewässer

Zur Zeit der Industrialisierung im Königreich Hannover bauten an Stelle der späteren Tonkuhle zwei Altwarmbüchener Bauernfamilien Ton ab und brannten im Nebenerwerb Ziegel zum Verkauf. Ab 1885 beutete der Architekt und Maurermeister Hermann Kaiser die Tonkuhle mittels einer Dampfziegelei im großen Stil aus. In dem Gebiet stehen unter Sanden mit geringer Mächtigkeit Tone aus der Unterkreide in Stärken von bis zu 350 Meter an.
Nach dem Ersten Weltkrieg erwarb der hannoversche Unternehmer Carl Flemming die Ziegelei mit Tongrube, die bis zur Betriebsaufgabe im Jahr 1978 der größte Arbeitgeber in Altwarmbüchen war. Mit der Stilllegung des Abbaus in der Grube wurde die Wasserhaltung eingestellt, so dass sich die Tonkuhle mit Niederschlags- und Grundwasser füllte. 1985 wurde die Gemeinde Isernhagen Eigentümer des insgesamt 11 Hektar großen Tonkuhlengeländes, das seit 1969 im Landschaftsschutzgebiet Obere Wietze liegt. Die Gemeinde ließ das Gelände von 1991 bis 1993 rekultivieren. 1992 wurden Bereich im südlichen Bereich Flächen als besonders geschütztes Biotop ausgewiesen. Seither hat der Naturraum der Tonkuhle große Bedeutung als Rückzugsgebiet für gefährdete Tier- und Pflanzenarten.

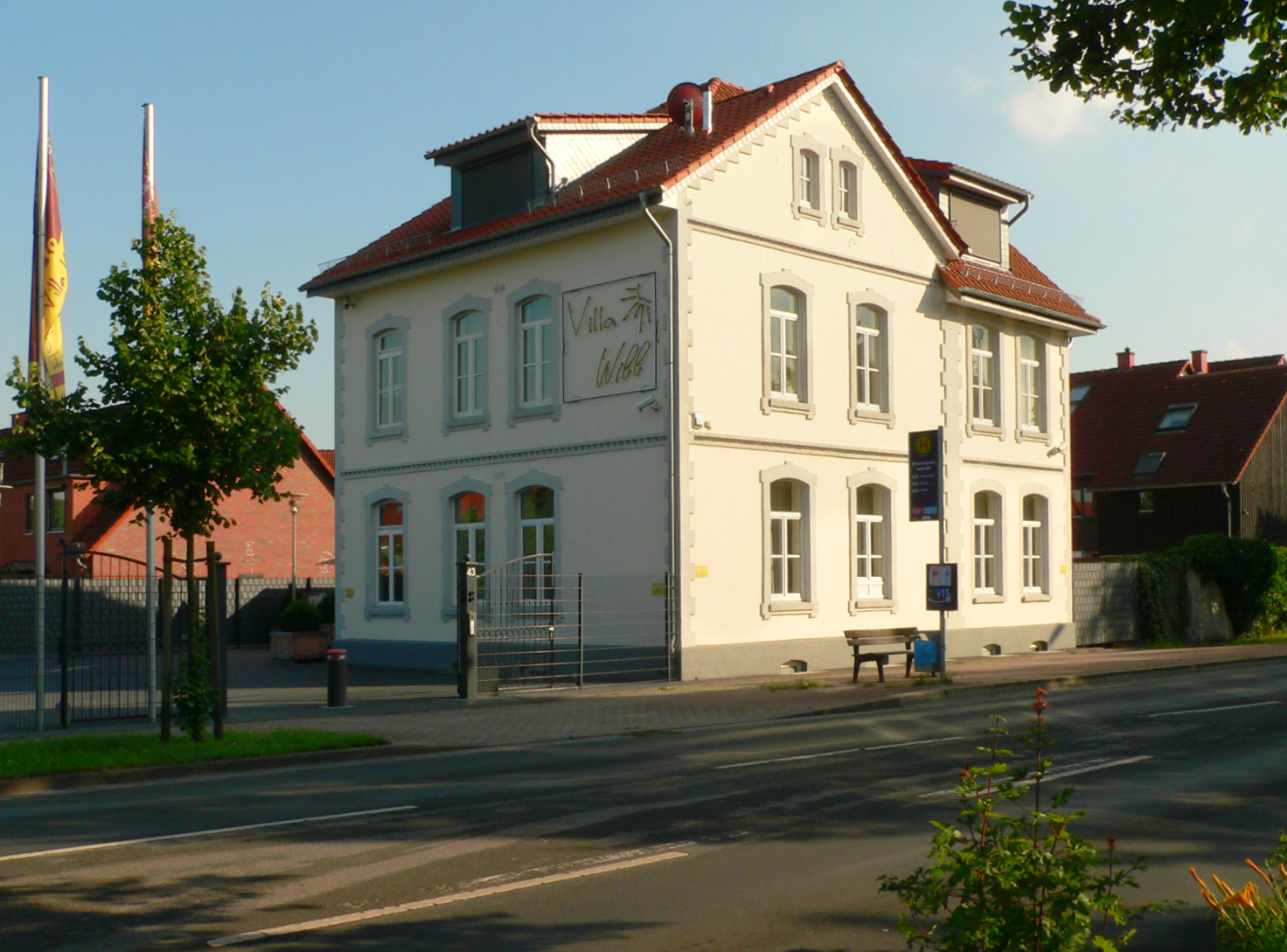
Ehemaliges Meisterhaus der Ziegelei

Die Ziegelei zur Verarbeitung des abgebauten Tons befand sich etwa 500 Meter südlich der Tonkuhle jenseits der Hannoverschen Straße kurz vor dem in den 1970er Jahren entstandenen Altwarmbüchener See. Heute verläuft der Grüne Ring im Zuge der ehemaligen Feldbahn-Trasse für die Loren zwischen der Tonkuhle und der Ziegelei. Die Ziegeleigebäude wurden 1982 nahezu vollständig abgerissen und die Fläche mit Wohnbebauung belegt. Das ehemalige Meisterhaus blieb erhalten und diente bis zum Jahr 2010 als Jugendzentrum unter der Bezeichnung Jugendtreff Alte Ziegelei.